# 北域青眼魚
北域青眼魚為輻鰭魚綱仙女魚目青眼魚亞目青眼魚科的一種，分布於西太平洋南中國海海域，屬深海底棲性魚類，深度244-262公尺，棲息在大陸棚，生活習性不明。

## 擴展閱讀
維基物種上的相關：北域青眼魚